# طوابع بريدية لإدوارد الثامن

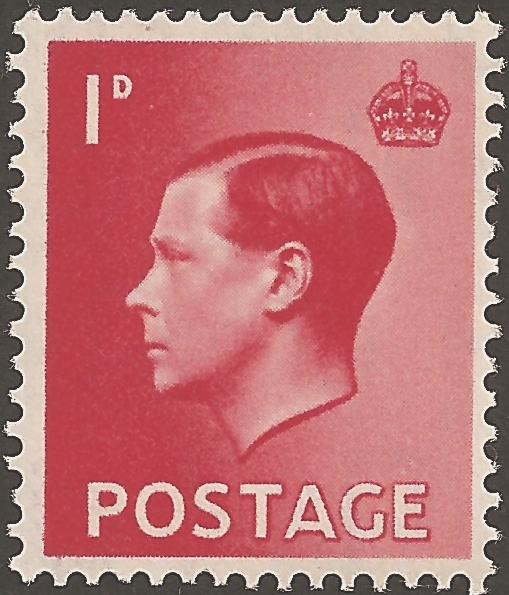
واحدة من أربعة طوابع من عام 1936

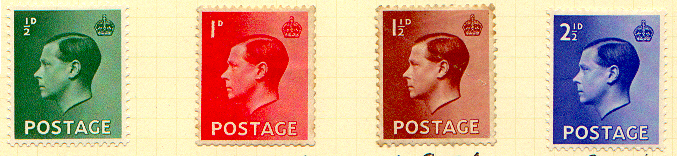
المسلسل البريطاني الكامل

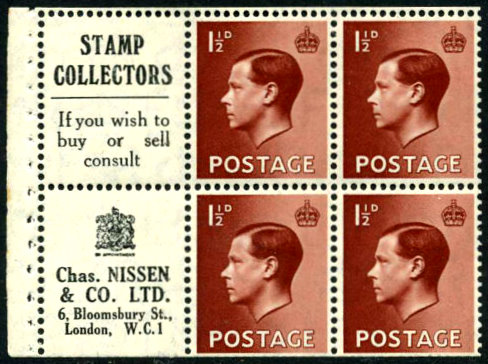
طوابع بريطانية في جزء كتيب يعرض إعلانات لتاجر الطوابع تشارلز نيسن

طوابع بريد إدوارد الثامن هي سلسلة طوابع بريدية نهائية صدرت في المملكة المتحدة خلال فترة حكم الملك إدوارد الثامن من 20 يناير إلى 11 ديسمبر 1936.

## القضية النهائية
التقط استوديو هيو سيسيل الصورة الشخصية المختارة. اقترح إتش جيه براون وهو شاب يبلغ من العمر 18 عامًا التصميم وأُرسل في فبراير 1936 إلى السلطات البريدية. ألهم هذا التصميم مطابع هاريسون وأبناؤه. كانت الزخارف الرسومية الوحيدة على الطابع هي التاج والفئة في الزوايا العلوية وكلمة "رسوم البريد" في الأسفل. وضع مشروع براون وهو أبسط المقترحات كلمتي "رسوم البريد" و"ربح" على الجانبين. كتبت إدارة البريد إلى السيد براون لإبلاغه بأنه لا يمكن استخدام تصميمه المقترح. بعد إصدار الطابع والذي استخدم بوضوح تصميم براون أصدر والد براون بيانًا يأسف فيه على خداع إدارة البريد.
تحمل علامة مائية مع تاج و"إي8أر" د أخضر د بني و صدرت طابعتان أزرقتان من في الأول من سبتمبر عام ١٩٣٦ وطابع أحمر من فئة بنس واحد في الرابع عشر من سبتمبر. بعد تنازل إدوارد عن العرش كان هناك تأخير معتاد في تصميم وتوزيع طوابع جورج السادس. وهكذا ظلت طوابع إدوارد الثامن معروضة للبيع لأشهر. هذا بالإضافة إلى الأعداد الكبيرة التي وفرها الجمهور جعل قيمتها لدى هواة الجمع منخفضة للغاية.

## وكالات المغرب
طُبعت أربعة طوابع بريدية أو جزء منها لاستخدامها في مكاتب البريد البريطانية بالمغرب. بالنسبة لطنجة طُبع اسم المدينة فقط. وطُبع اسم "المغرب / وكالات" بقيمة اسمية جديدة بالسنتيمات الفرنسية أو السنتيموس الإسباني حسب منطقة مكتب البريد.

## مشاريع طوابع أخرى

### المملكة المتحدة
بمجرد بدء الحكم في يناير 1936 كان مكتب البريد البريطاني يُعِدّ إصدارين آخرين بالإضافة إلى "إصدار التتويج" هذا لأربعة طوابع بريدية نهائية : أُنجز العمل في مكتب البريد وفي شركة هاريسون وأبناؤه لإصدار "التتويج" الذي عُرض في 12 مايو 1937 وإصدار "نهائي" نهائي نهائي. أُعدّت مقالات عن الإصدار الأول حيث ظهر الملك مرتديًا زيًا عسكريًا مختلفًا مثل صور بيرترام بارك لإدوارد الثامن مرتديًا زيّ سيفورث هايلاندر والحرس الويلزي. في مارس 1936 وافق الملك على فكرة إصدار طوابع بريدية أكبر حجمًا تُصوّر صورته وقصوره. لكن التنازل عن العرش أوقف جميع جهود التصميم (مع أن إعداد المقالات).

### أستراليا
استخدم مشروع الطابع الأحمر ثنائي الأبعاد لأستراليا صورةً للملك بزيه العسكري. أما الزخرفة الوحيدة فكانت الفئة النقدية بشكل بيضاوي في الزاوية اليمنى السفلية وشريط "البريد" الأحمر في الأسفل. بدأ طباعة هذا الطابع في سبتمبر 1936 في فرع طباعة بنك الكومنولث الأسترالي. وتوقفت جميع العمليات مع تنازل الملك عن العرش.
مع أن تدمير المخزون وجميع المواد اللازمة للطباعة فإن كتلة زاوية موقعة من ستة طوابع حمراء ثنائية الأبعاد في أيدي جامع بريطاني. في 29 سبتمبر 1936 زار ويليام فانيك بارون هانتينغفيلد الخامس حاكم فيكتوريا المصنع ودُعي للتوقيع وتاريخ إحدى الصفحات النهائية. باسم بنك الكومنولث عرض الطابع جون آش الصفحة على الحاكم في أكتوبر لكنه اضطر إلى المطالبة بها مرة أخرى في 16 ديسمبر. أعيدت الصفحة في اليوم التالي لكن كتلة الزاوية المكونة من ستة طوابع والتي تحمل التوقيع كانت مفقودة. كان الحاكم قد أرسلها بالفعل إلى شخص ما في إنجلترا ولم يتمكن من استعادتها.

### كندا
في كندا دمر قوالب الطوابع والنسخ المطبوعة للملك إدوارد الثامن رسميًا في 25 و27 يناير 1937 وقاموا بالاحتفاظ ببعض المقالات في الأرشيف وأنقذ القالبين الجصيين بواسطة نقاش العملات إيمانويل هان وموظف بريدي.
في مارس 1936 استلم مكتب البريد الكندي الصورة الفوتوغرافية التي أراد الملك الجديد استخدامها وفي يونيو حصل على الصورة التي تلقتها دار سك العملة الملكية. عملت شركة الأوراق النقدية الكندية على تصميمات مزخرفة تقليدية بالصورتين بمساعدة شركة الأوراق النقدية الأمريكية. في أكتوبر استلم مكتب البريد قالبًا من الجبس للفنان البريطاني هيو باجيت. وأخيرًا في 1 ديسمبر 1936 وافق اللورد تويدسموير الحاكم العام على المشروع. أُرسلت نسختان تجريبيتان من القالب إلى لندن ليوافق عليهما الملك لكنهما وصلتا بعد التنازل عن العرش وأُعيدتا إلى كندا.
استخدم التصميم المُجهز مع صورة الملك جورج السادس في منتزه بيرترام مما سمح بإصدارها في الأول من أبريل عام 1937.

### جزر فوكلاند
بالنسبة لجزر فوكلاند أعاد جورج روبرتس رسم صورٍ لحيوانات الأرخبيل وأنشطته البشرية وشعار النبالة. نُقشت هذه الرسوم التوضيحية داخل إطار مستطيل يحمل دائرتين في الزاوية العلوية : الدائرة اليمنى للتاج والدائرة اليسرى لصورة الملك من نفس الصورة الموجودة في السلسلة البريطانية الصادرة.
بعد التنازل عن العرش أعاد روبرتس صياغة المشاريع. استُبدلت صورة إدوارد الثامن الدائرية بصورة الملك جورج السادس في شكل بيضاوي مع بقاء طوقه العسكري ظاهرًا. صدرت سلسلة الطوابع في 3 يناير 1938.

## الملاحظات والمراجع
1. ↑  "Great Britain" stamps #457-460, 2008 Commonwealth & British Empire Stamps 1840-1970, Stanley Gibbons, 2007, (ردمك 978-0-85259-653-1), page GB15.

## قراءة إضافية
- كيرك، ألفريد ج. الملك إدوارد الثامن: دراسة لطوابع عهد الملك إدوارد الثامن . لي أون سي: جمعية هواة جمع الطوابع البريطانية العظمى، ١٩٧٤ 31ص.
- فالنسي، ف. هيو. طوابع بريد الملك إدوارد الثامن: بما في ذلك قائمة أرقام الأسطوانات، ودفاتر الطوابع، والطوابع، مطبوعة للمغرب . سيدكوب: المؤلف، ١٩٤٨، ١٧ صفحة.

## روابط خارجية
- طوابع إدوارد الثامن على www.allaboutstamps.co.uk
- ندوة فيديو عبر الإنترنت حول طوابع الملك إدوارد الثامن من www.allaboutstamps.co.uk وGBPS
- مقالة عن طوابع الملك إدوارد الثامن من متجر روبرت موراي للطوابع، إدنبرة.

قالب:Edward VIII